# سهام شناور آزاد

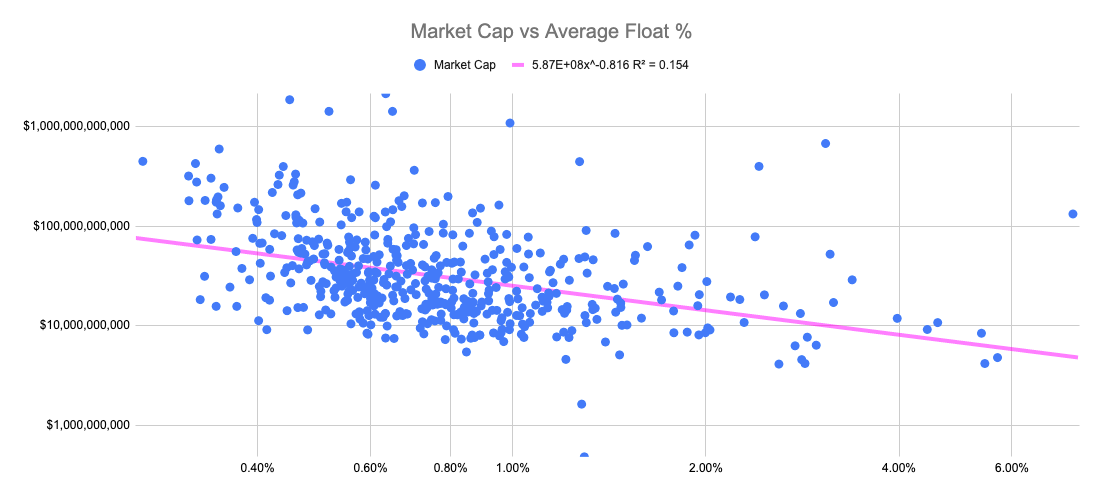
سهام شناور آزاد

سهام شناور آزاد (به انگلیسی: Free float) بخشی از سهام یک شرکت سهامی اطلاق می‌گردد، که دارندگان آن آماده عرضه و فروش آن بخش از سهام می‌باشند و انتظار می‌رود در آینده‌ای نزدیک قابل معامله باشند. مالکان سهام شناور آزاد قصد ندارند با حفظ آن در مدیریت شرکت مشارکت نمایند.
برای محاسبه سهام شناور آزاد باید ترکیب سهامداران، بررسی و سهامداران راهبردی را مشخص کرد. سهامدار راهبردی، سهامدارانی هستند که در کوتاه مدت، قصد واگذاری سهام خود را نداشته و معمولاً می‌خواهند برای اعمال مدیریت خود، این سهام را حفظ نمایند. این فرض در محاسبه سهام شناور آزاد تعداد سهام متعلق به دارندگان سهام راهبردی از تعداد کل سهام موجود کسر می‌شود.